# Campionati del mondo Ironman 70.3 del 2010
La gara valida per i Campionati del mondo Ironman 70.3 del 2010 si è svolta a Clearwater in Florida in data 13 novembre 2010. La competizione è stata sponsorizzata da Foster Grant e organizzata dalla World Triathlon Corporation.
Tra gli uomini ha vinto per la seconda volta consecutiva il tedesco Michael Raelert, mentre tra le donne si è laureata campionessa del mondo ironman 70.3 la britannica Jodie Swallow .
Si è trattata della 5ª edizione dei campionati mondiali di Ironman 70.3, che si tengono annualmente dal 2006.

## Ironman 70.3 - Risultati dei Campionati

### Uomini
| Pos. | Tempo   | Nome              | Paese       | Ripartizione tempi | Ripartizione tempi | Ripartizione tempi | Ripartizione tempi | Ripartizione tempi |
| Pos. | Tempo   | Nome              | Paese       | Nuoto              | T1                 | Bici               | T2                 | Corsa              |
| ---- | ------- | ----------------- | ----------- | ------------------ | ------------------ | ------------------ | ------------------ | ------------------ |
|      | 3:41:19 | Michael Raelert   | Germania    | 0:24:16            | 0:00               | 2:03:58            | 0:00               | 1:09:57            |
|      | 3:42:56 | Filip Ospalý      | Rep. Ceca   | 0:23:19            | 0:00               | 2:04:56            | 0:00               | 1:11:24            |
|      | 3:44:18 | Timothy O'Donnell | Stati Uniti | 0:23:20            | 0:00               | 2:04:52            | 0:00               | 1:12:43            |
| 4    | 3:44:48 | Joe Gambles       | Australia   | 0:24:18            | 0:00               | 2:02:24            | 2:02               | 1:14:39            |
| 5    | 3:45:33 | Richie Cunningham | Australia   | 0:23:54            | 0:00               | 2:04:17            | 1:27               | 1:13:58            |
| 6    | 3:45:46 | Igor Amorelli     | Brasile     | 0:24:14            | 0:00               | 2:03:58            | 1:54               | 1:13:58            |
| 7    | 3:47:15 | Daniel Fontana    | Italia      | 0:23:19            | 0:00               | 2:08:12            | 2:20               | 1:12:24            |
| 8    | 3:47:32 | Kevin Collington  | Stati Uniti | 0:24:16            | 0:00               | 2:07:03            | 2:06               | 1:12:32            |
| 9    | 3:48:13 | Matty Reed        | Stati Uniti | 0:23:25            | 0:00               | 2:04:24            | 2:02               | 1:16:37            |
| 10   | 3:48:33 | Christopher Legh  | Australia   | 0:25:37            | 0:00               | 2:05:45            | 2:24               | 1:13:33            |

### Donne
| Pos. | Tempo   | Nome            | Paese       | Ripartizione tempi | Ripartizione tempi | Ripartizione tempi | Ripartizione tempi | Ripartizione tempi |
| Pos. | Tempo   | Nome            | Paese       | Nuoto              | T1                 | Bici               | T2                 | Corsa              |
| ---- | ------- | --------------- | ----------- | ------------------ | ------------------ | ------------------ | ------------------ | ------------------ |
|      | 4:06:28 | Jodie Swallow   | Regno Unito | 0:24:20            | 0:00               | 2:16:37            | 0:00               | 1:21:59            |
|      | 4:12:34 | Leanda Cave     | Regno Unito | 0:25:56            | 0:00               | 2:18:57            | 0:00               | 1:23:15            |
|      | 4:13:04 | Magali Tisseyre | Canada      | 0:27:22            | 0:00               | 2:19:25            | 0:00               | 1:22:28            |
| 4    | 4:13:32 | Amanda Stevens  | Stati Uniti | 0:25:13            | 0:00               | 2:19:43            | 2:02               | 1:24:47            |
| 5    | 4:16:09 | Alison Rowatt   | Regno Unito | 0:31:42            | 0:00               | 2:17:18            | 1:27               | 1:22:27            |
| 6    | 4:17:08 | Heather Jackson | Stati Uniti | 0:31:51            | 0:00               | 2:16:03            | 1:54               | 1:25:02            |
| 7    | 4:18:01 | Lesley Paterson | Regno Unito | 0:30:23            | 0:00               | 2:18:19            | 2:20               | 1:25:07            |
| 8    | 4:18:21 | Eimear Mullan   | Irlanda     | 0:32:14            | 0:00               | 2:17:14            | 2:06               | 1:24:08            |
| 9    | 4:18:40 | Angela Naeth    | Canada      | 0:30:30            | 0:00               | 2:17:41            | 2:02               | 1:26:22            |
| 10   | 4:20:55 | Julie Dibens    | Regno Unito | 0:25:16            | 0:00               | 2:16:19            | 2:24               | 1:35:03            |

## Ironman 70.3 - Risultati della serie
Le gare di qualifica al Campionato del mondo Ironman 70.3 si svolgono nei 12 mesi che precedono tale evento.

### Uomini
| Evento          | Oro               | Tempo   | Argento             | Tempo   | Bronzo               | Tempo   |
| Longhorn        | Richie Cunningham | 3.48.55 | Brian Fleischmann   | 3.50.43 | Alessandro Degasperi | 3.51.15 |
| Clearwater      | Michael Raelert   | 3.34.04 | Daniel Fontana      | 3.36.44 | Matthew Reed         | 3.37.50 |
| Sudafrica       | Fraser Cartmell   | 4.07.54 | James Cunnama       | 4.09.34 | Brad Storm           | 4.15.36 |
| Pucón           | Reinaldo Colucci  | 3.52.38 | Daniel Fontana      | 3.54.00 | Oscar Galindez       | 3.58.25 |
| Geelong         | Craig Alexander   | 3.53.15 | Leon Griffin        | 3.54.35 | Tim Berkel           | 3.56.10 |
| Cina            | Fredrik Croneborg | 4.15.40 | Chris McDonald      | 4.21.39 | Raimo Raudsepp       | 4.25.24 |
| Singapore       | Craig Alexander   | 3.53.31 | James Cunnama       | 3.54.23 | Aaron Farlow         | 3.55.45 |
| California      | Michael Raelert   | 3.58.27 | Matthew Reed        | 4.01.17 | Rasmus Henning       | 4.02.07 |
| New Orleans     | Andy Potts        | 3.43.44 | Terenzo Bozzone     | 3.47.53 | Paul Amey            | 3.49.52 |
| Texas           | Terenzo Bozzone   | 3.49.06 | Timothy O'Donnell   | 3.49.35 | Chris Lieto          | 3.50.35 |
| St. Croix       | Terenzo Bozzone   | 4.06.02 | Timothy O'Donnell   | 4.06.39 | Tyler Butterfield    | 4.10.38 |
| Florida         | Timothy O'Donnell | 3.51.18 | Viktor Zyemtsev     | 3.52.39 | Dirk Bockel          | 3.52.55 |
| Austria         | Filip Ospalý      | 3.46.01 | Chris McCormack     | 3.47.00 | Andreas Raelert      | 3.47.28 |
| Hawaii          | Tim DeBoom        | 4.04.02 | Luke Bell           | 4.05.29 | Matt Lieto           | 4.08.14 |
| Svizzera        | Michael Raelert   | 3.47.47 | Ronnie Schildknecht | 3.54.29 | Olivier Marceau      | 3.55.15 |
| Mooseman        | Maksym Kriat      | 4.01.12 | Graham O’Grady      | 4.02.44 | Matty White          | 4.06.16 |
| Kansas          | Chris Lieto       | 3.44.07 | Andy Potts          | 3.44.31 | Andrew Yoder         | 3.49.46 |
| Boise           | Craig Alexander   | 4.02.11 | Ben Hoffman         | 4.02.21 | Tim Berkel           | 4.08.08 |
| Eagleman        | Terenzo Bozzone   | 3.58.17 | James Cotter        | 3.59.51 | Andrew Yoder         | 4.00.38 |
| Regno Unito     | Fraser Cartmell   | 4.17.03 | Philip Graves       | 4.20.27 | Jonas Djurback       | 4.24.32 |
| Buffalo Springs | Chris Lieto       | 3.55.27 | Terenzo Bozzone     | 3.57.06 | Ben Hoffman          | 3.58.22 |
| Rhode Island    | Terenzo Bozzone   | 4.01.15 | Tim Berkel          | 4.02.05 | Paul Ambrose         | 4.03.01 |
| Racine          | Craig Alexander   | 3.48.56 | Matt White          | 3.56.07 | TJ Tollakson         | 4.00.36 |
| Vineman         | Chris Lieto       | 3.54.05 | Kieran Doe          | 4.00.23 | James Cotter         | 4.02.39 |
| Anversa         | Bart Aernouts     | 3.43.37 | Marino Vanhoenacker | 3.45.07 | Dirk Bockel          | 3.45.54 |
| Steelhead       | James Cotter      | 3.53.13 | Josh Rix            | 3.54.40 | Matt White           | 3.55.22 |
| Calgary         | Kieran Doe        | 3.58.45 | Brian Fleischmann   | 4.02.14 | Paul Matthews        | 4.03.41 |
| Boulder         | Andy Potts        | 3.46.50 | Tyler Butterfield   | 3.49.18 | Stephen Hackett      | 3.51.27 |
| Germania        | Michael Raelert   | 4.03.47 | Sebastian Kienle    | 4.05.55 | Björn Andersson      | 4.09.09 |
| Lake Stevens    | Joe Gambles       | 3.57.47 | Paul Ambrose        | 3.59.07 | Luke Bell            | 3.59.53 |
| Timberman       | Andy Potts        | 3.50.51 | Raynard Tissink     | 3.53.32 | Timothy O'Donnell    | 3.55.36 |
| Filippine       | Pete Jacobs       | 3.58.41 | Terenzo Bozzone     | 4.05.54 | Frederik Croneberg   | 4.14.36 |
| Brasile         | Ezequiel Morales  | 3.52.18 | Igor Amorelli       | 3.54.29 | Reinaldo Colucci     | 3.56.02 |
| Muskoka         | Craig Alexander   | 3.58.33 | Paul Matthews       | 4.00.01 | Raynard Tissink      | 4.05.13 |
| Giappone        | Cameron Brown     | 4.12.00 | Fredrik Croneborg   | 4.18.36 | Hiroyuki Nishiuchi   | 4.20.26 |
| Branson         | Ben Hoffman       | 4.02.53 | Tom Lowe            | 4.05.38 | Brian Fleischmann    | 4.08.25 |
| Syracuse        | Paul Matthews     | 3.49.49 | Maxim Kriat         | 3.58.01 | Sean Bechtel         | 4.00.09 |
| Cancun          | Luke Bell         | 3.59.46 | Luke McKenzie       | 4.02.30 | Oscar Galindez       | 4.05.20 |
| Augusta         | Maksym Kriat      | 3.46.54 | Richie Cunningham   | 3.47.12 | Viktor Zyemtsev      | 3.47.36 |

### Donne
| Evento          | Oro                 | Tempo   | Argento            | Tempo   | Bronzo            | Tempo   |
| Longhorn        | Joanna Zeiger       | 4.14.53 | Heather Jackson    | 4.17.14 | Nicole Hofer      | 4.20.44 |
| Clearwater      | Julie Dibens        | 3.59.33 | Mary Beth Ellis    | 4.03.49 | Magali Tisseyre   | 4.05.27 |
| Sudafrica       | Mari Rabe           | 4.35.54 | Sandra Wallenhorst | 4.37.01 | Lucie Zelenkova   | 4.43.01 |
| Pucón           | Amanda Lovato       | 4.36.12 | Heather Gollnick   | 4.38.42 | Tereza Macel      | 4.46.31 |
| Geelong         | Caroline Steffen    | 4.14.32 | Carrie Leste       | 4.19.32 | Lisa Marangon     | 4.19.49 |
| Cina            | Belinda Granger     | 4.42.58 | Amanda Balding     | 5.27.35 | Nicole Roddie     | 5.29.40 |
| Singapore       | Caroline Steffen    | 4.18.44 | Jodie Swallow      | 4.26.32 | Margaret Shapiro  | 4.31.37 |
| California      | Mirinda Carfrae     | 4.20.29 | Lesley Paterson    | 4.24.31 | Samantha McGlone  | 4.26.43 |
| New Orleans     | Samantha Warriner   | 4.16.44 | Linsey Corbin      | 4.17.55 | Amy Marsh         | 4.20.23 |
| Texas           | Samantha McGlone    | 4.17.22 | Amanda Stevens     | 4.18.26 | Kelly Williamson  | 4.19.02 |
| St. Croix       | Catriona Morrison   | 4.31.06 | Samantha Warriner  | 4.42.28 | Erin O'Hara       | 4.54.27 |
| Florida         | Leanda Cave         | 4.14.22 | Amanda Stevens     | 4.18.55 | Magali Tisseyre   | 4.23.10 |
| Austria         | Yvonne van Vlerken  | 4.18.56 | Erika Csomor       | 4.18.56 | Karin Thürig      | 4.21.34 |
| Hawaii          | Belinda Granger     | 4.34.38 | Bree Wee           | 4.40.13 | Emily Cocks       | 4.45.05 |
| Svizzera        | Caroline Steffen    | 4.19.29 | Nicole Hofer       | 4.25.25 | Karin Thürig      | 4.29.09 |
| Mooseman        | Magali Tisseyre     | 4.30.46 | Kate Major         | 4.31.37 | Samantha McGlone  | 4.34.55 |
| Kansas          | Chrissie Wellington | 4.07.49 | Pip Taylor         | 4.24.29 | Linsey Corbin     | 4.25.58 |
| Boise           | Julie Dibens        | 4.25.14 | Linsey Corbin      | 4.29.22 | Heather Jackson   | 4.34.58 |
| Eagleman        | Samantha Warriner   | 4.20.01 | Samantha McGlone   | 4.25.22 | Michellie Jones   | 4.28.25 |
| Regno Unito     | Bella Bayliss       | 4.53.52 | Tamsin Lewis       | 4.55.42 | Emma Kate-Lidbury | 4.56.26 |
| Buffalo Springs | Magali Tisseyre     | 4.23.21 | Angela Naeth       | 4.24.57 | Jessica Jacobs    | 4.35.49 |
| Rhode Island    | Kate Major          | 4.30.36 | Caitlin Snow       | 4.30.58 | Samantha Warriner | 4.33.32 |
| Racine          | Samantha Warriner   | 4.17.42 | Kate Major         | 4.17.55 | Desiree Ficker    | 4.22.51 |
| Vineman         | Mirinda Carfrae     | 4.15.51 | Leanda Cave        | 4.22.03 | Tyler Stewart     | 4.25.11 |
| Anversa         | Sofie Goos          | 4.13.39 | Rachel Joyce       | 4.16.24 | Emma-Kate Lidbury | 4.19.55 |
| Steelhead       | Kelly Williamson    | 4.15.41 | Heather Jackson    | 4.18.51 | Karen Smyers      | 4.29.25 |
| Calgary         | Mirinda Carfrae     | 4.21.32 | Heather Wurtele    | 4.24.45 | Linsey Corbin     | 4.30.09 |
| Boulder         | Julie Dibens        | 4.19.46 | Angela Naeth       | 4.22.27 | Jessica Meyers    | 4.25.09 |
| Germania        | Yvonne van Vlerken  | 4.41.52 | Desiree Ficker     | 4.42.15 | Kristin Möller    | 4.43.10 |
| Lake Stevens    | Melanie McQuaid     | 4.27.16 | Tyler Stewart      | 4.27.36 | Samantha Warriner | 4.29.09 |
| Timberman       | Chrissie Wellington | 4.10.11 | Angela Naeth       | 4.24.59 | Heather Jackson   | 4.26.08 |
| Filippine       | Magali Tisseyre     | 4.27.01 | Michellie Jones    | 4.29.23 | Rachael Paxton    | 4.42.38 |
| Brasile         | Vanessa Gianinni    | 4.22.22 | Maria Omar         | 4.30.26 | Ariane Silveira   | 4.38.34 |
| Muskoka         | Mirinda Carfrae     | 4.28.36 | Joanna Lawn        | 4.40.52 | Claudia Johnston  | 4.51.16 |
| Giappone        | Michelle Wu         | 4.51.27 | Rachael Paxton     | 4.53.27 | Emi Shiono        | 4.54.25 |
| Branson         | Kelly Williamson    | 4.25.47 | Angela Naeth       | 4.33.47 | Pip Taylor        | 4.41.57 |
| Syracuse        | Samantha McGlone    | 4.28.55 | Rachel Challis     | 4.30.37 | Annie Gervais     | 4.31.52 |
| Cancun          | Amanda Stevens      | 4.25.34 | Michellie Jones    | 4.27.01 | Kate Major        | 4.28.27 |
| Augusta         | Jessica Meyers      | 4.15.31 | Magali Tisseyre    | 4.16.33 | Desiree Ficker    | 4.19.21 |

## La serie
La serie di gare di Ironman 70.3 del 2009 consta di 39 competizioni che danno la qualifica ai Campionati del mondo di Ironman 70.3. Alcune tra queste gare forniscono la qualifica anche all'Ironman Hawaii.
Il numero di gare che compongono la serie è stato aumentato da 34 competizioni del 2009 a 39 competizioni del 2010. Tra le competizioni aggiunte ci sono: Isola di Galveston (Texas), Lago New Foundland (Mooseman), Racine, Boulder, Giappone, Branson, e Syracuse.
La gara di Monaco, che si svolge da 5 anni, non fa più parte della serie ed è stata rinominata "TriStar111 Monaco".
La gara di Putrajaya è stata rimossa dalla serie in quanto si attende un nuovo format della competizione.
| Data              | Evento                                       | Località                                               |
| ----------------- | -------------------------------------------- | ------------------------------------------------------ |
| 25 ottobre 2009   | Longhorn Ironman 70.3 Austin                 | Austin, Stati Uniti d'America                          |
| 14 novembre 2009  | Foster Grant Ironman World Championship 70.3 | Clearwater, Stati Uniti d'America                      |
| 17 gennaio 2010   | Spec-Savers Ironman 70.3 South Africa        | Municipalità metropolitana di Buffalo City, Sudafrica  |
| 24 gennaio 2010   | Cristal Ironman 70.3 Pucon                   | Pucon, Cile                                            |
| 6 febbraio 2010   | Snap Ironman 70.3 Geelong                    | Geelong, Australia                                     |
| 14 marzo 2010     | Ironman 70.3 China                           | Haikou, Hainan, Cina                                   |
| 21 marzo 2010     | Aviva Ironman 70.3 Singapore                 | Singapore                                              |
| 27 marzo 2010     | Ironman 70.3 California                      | Oceanside (California), Stati Uniti d'America          |
| 18 aprile 2010    | Ochsner Ironman 70.3 New Orleans             | New Orleans, Stati Uniti d'America                     |
| 25 aprile 2010    | Memorial Hermann Ironman 70.3 Texas          | Isola di Galveston, Texas, Stati Uniti d'America       |
| 2 maggio 2010     | Ironman 70.3 St. Croix                       | Saint Croix, Isole Vergini Americane                   |
| 16 maggio 2010    | Rohto Ironman 70.3 Florida                   | Orlando, Stati Uniti d'America                         |
| 30 maggio 2010    | Ironman 70.3 Austria                         | Sankt Pölten, Austria                                  |
| 5 giugno 2010     | Rohto Ironman 70.3 Hawaii                    | Kohala, Isola di Hawaii, Stati Uniti d'America         |
| 6 giugno 2010     | Ironman 70.3 Switzerland                     | Rapperswil-Jona, Svizzera                              |
| 6 giugno 2010     | Ironman 70.3 Mooseman                        | Lago di Newfound, New Hampshire, Stati Uniti d'America |
| 6 giugno 2010     | Ironman 70.3 Kansas                          | Lawrence, Stati Uniti d'America                        |
| 12 giugno 2010    | Ironman 70.3 Boise                           | Boise, Stati Uniti d'America                           |
| 13 giugno 2010    | Eagleman Ironman 70.3                        | Cambridge, Maryland, Stati Uniti d'America             |
| 20 giugno 2010    | U.K. Ironman 70.3                            | Wimbleball, Regno Unito                                |
| 27 giugno 2010    | Ironman 70.3 Buffalo Springs Lake            | Lubbock, Texas, Stati Uniti d'America                  |
| 11 luglio 2010    | Amica Ironman 70.3 Rhode Island              | Providence, Stati Uniti d'America                      |
| 18 luglio 2010    | Ironman 70.3 Racine                          | Racine, Stati Uniti d'America                          |
| 18 luglio 2010    | Vineman Ironman 70.3                         | Contea di Sonoma, Stati Uniti d'America                |
| 25 luglio 2010    | Ironman 70.3 Antwerp                         | Anversa, Belgio                                        |
| 31 luglio 2010    | Whirlpool Ironman 70.3 Steelhead             | Benton Harbor, Michigan, Stati Uniti d'America         |
| 1º agosto 2010    | Ironman 70.3 Calgary                         | Calgary, Canada                                        |
| 8 agosto 2010     | Rohto Ironman 70.3 Boulder                   | Boulder, Stati Uniti d'America                         |
| 15 agosto 2010    | Ironman 70.3 Germany                         | Wiesbaden, Germania                                    |
| 15 agosto 2010    | Ironman 70.3 Lake Stevens                    | Lake Stevens, Washington, Stati Uniti d'America        |
| 22 agosto 2010    | Timberman Ironman 70.3                       | Gilford, Stati Uniti d'America                         |
| 22 agosto 2010    | Cobra Ironman 70.3 Philippines               | Camarines Sur, Filippine                               |
| 28 agosto 2010    | Ironman 70.3 Brazil                          | Penha, Santa Catarina, Brasile                         |
| 12 settembre 2010 | Subaru Ironman 70.3 Muskoka                  | Huntsville, Ontario, Canada                            |
| 19 settembre 2010 | Ironman 70.3 Centrair Tokoname Japan         | Tokoname, Giappone                                     |
| 19 settembre 2010 | Ironman 70.3 Branson                         | Branson, Missouri, Stati Uniti d'America               |
| 19 settembre 2010 | Ironman 70.3 Syracuse                        | Syracuse, Stati Uniti d'America                        |
| 19 settembre 2010 | Ironman 70.3 Cancun                          | Cancún, Messico                                        |
| 25 settembre 2010 | Ironman 70.3 Augusta                         | Augusta, Stati Uniti d'America                         |

## Medagliere competizioni
| Pos. | Paese         | Oro | Argento | Bronzo |    |
| ---- | ------------- | --- | ------- | ------ | -- |
| 1    | Australia     | 18  | 18      | 14     | 50 |
| 2    | Stati Uniti   | 16  | 23      | 25     | 64 |
| 3    | Regno Unito   | 10  | 6       | 3      | 19 |
| 4    | Nuova Zelanda | 9   | 7       | 3      | 19 |
| 5    | Canada        | 6   | 7       | 8      | 21 |
| 6    | Germania      | 4   | 2       | 3      | 9  |
| 7    | Svizzera      | 3   | 2       | 3      | 8  |
| 8    | Ucraina       | 2   | 2       | 1      | 5  |
| 9    | Brasile       | 2   | 1       | 2      | 5  |
| 10   | Belgio        | 2   | 1       | 0      | 3  |
| 11   | Paesi Bassi   | 2   | 0       | 0      | 2  |
| 12   | Sudafrica     | 1   | 3       | 2      | 6  |
| 13   | Svezia        | 1   | 1       | 3      | 5  |
| 14   | Argentina     | 1   | 1       | 2      | 4  |
| 15   | Rep. Ceca     | 1   | 0       | 1      | 2  |
| 16   | Italia        | 0   | 2       | 1      | 3  |
| 17   | Bermuda       | 0   | 1       | 1      | 2  |
| 18   | Ungheria      | 0   | 1       | 0      | 1  |
| 19   | Giappone      | 0   | 0       | 2      | 2  |
| 20   | Lussemburgo   | 0   | 0       | 2      | 2  |
| 21   | Danimarca     | 0   | 0       | 1      | 1  |
| 22   | Estonia       | 0   | 0       | 1      | 1  |